# Leonid Rudenko (didżej)
Leonid Anatoljewicz Rudenko (ur. 16 lipca 1986 w Moskwie) – rosyjski DJ. Zdobył popularność wydając w 2009 roku piosenkę pt. „Everybody”, która dotarła do dwudziestej czwartej pozycji UK Singles Chart.

## Dyskografia

### Single
- „Destination” (wyd. 2008)
- „Everybody” (16 lutego 2009)
- „Summerfish” (10 września 2006)
- „Stranger” (wyd. 2011)